# Jakob Frank
Jakob Frank, egentligen Jakob Leibovitj, född omkring 1726, död 1791, var en polsk-judisk sektgrundare.
Frank kom i Saloniki i beröring med dönmehs, den självutnämnde frälsaren Sabbathai Zewis till islam från judendomen övergångna anhängare, och blev deras ledare. Han förkunnade, att Messias uppträtt i förkroppsligad efter vartannat i Jesus, Sabbathai och hans efterföljare, sist i Frank själv. Under resor i Polen van Frank många anhängare, frankister, som förkastade Talmud, betraktade den kabbalistiska boken Zohar som sin heliga urkund och trädde i opposition mot den rabbinska judendomen, som lyste dem i bann 1756. Frank och omkring 1.000 av hans anhängare lät döpa sig, men han anklagades av inkvisitionen och hölls 13 år i fängelse. Han levde sedan i Tyskland, omgiven av furstlig prakt. Han var far till Eve Frank, som blev frankismens ledare efter honom.

## Kulturella referenser
Jakob Frank är huvudkaraktären i Olga Tokarczuks roman Jakobsböckerna (polska: Księgi Jakubowe) från 2015.